# Dubbelbeskattningsavtal
Dubbelbeskattningsavtal (DBA) är ett avtal mellan två eller flera stater i syfte att undvika dubbelbeskattning och förhindra skatteflykt.
Sverige har träffat dubbelbeskattningsavtal med 106 stater samt har träffat avtal om skattskyldighet i vissa specificerad fall med 16 stater. Avtal om informationsutbyte finns med 28 stater.

## Historik
Varje stat söker beskatta sina bosatta, sina medborgare och de rörelser som bedrivs inom staten eller av inom staten situerade företag. Vid internationell verksamhet uppkommer då lätt dubbel beskattning där två eller ibland flera stater vill beskatta samma verksamhet. Detta hämmar det fria utbytet varor och tjänster, kapitalrörelser och arbetskraftens rörlighet.
Syftet med dubbelbeskattningsavtal är att undanröja internationell dubbelbeskattning. 
Avtalen får emellertid inte underlätta skatteundandragande eller skatteflykt.
Genom bestämmelserna i skatteavtalen fördelas beskattningsrätten på ett skäligt sätt mellan de avtalsslutande staterna.
Ett annat syfte från svensk sida är att uppmuntra investeringar mellan de avtalsslutande staterna.
OECD har sedan år 1963 utvecklat ett förslag till dubbelbeskattningsavtal kallat OECD:s modellavtal.
Genom dubbelbeskattningsavtal underlättas enligt kommentarerna till OECD:s modellavtal utbytet av varor, tjänster och kapital. 
Andra och lika viktiga syften med skatteavtalen är att utöka samarbetet mellan skatteadministrationerna i de avtalsslutande staterna för att genom utbyte av information åstadkomma en samordnad tillämpning av avtalen och förhindra skatteflykt. Dessa senare syften tillgodoses också genom särskilda handräckningsavtal.
OECD:s modellavtal revideras kontinuerligt, senaste år 2010.

## Generella bestämmelser
Dubbelbeskattningsavtalen bör reglera vissa allmänna frågeställningar.
1. Vilka parter inom varje stat ska få företräda staten vid konfliktlösningar?
2. En skattskyldig anses vara medborgare och oinskränkt skattskyldig i två stater.
3. En skatt läggs på en betalning till annan stat
4. En filial beskattas samtidigt som skatt påförs ägarföretaget.
5. Beskattning sker i ett land trots att fast driftställe inte finns.
6. En skattebetalare är osäker på om viss inkomst omfattas av ett dubbelbeskattningsavtal.

OECD betecknar detta som Mutual Agreement Procedure (MAP) och rekommenderar att detta löses i ett MAP-förfarande det vill säga en konfliktlösning i bästa samförstånd som regleras i Artikel 25.
I alla sådana fall måste den som berörs kontakta beslutande myndighet (competent authority). I en kommentar till Artikel 25 har OECD dragit upp riktlinjerna för en lösning.
Myndigheterna uppmanas att söka lösa uppkomna konflikter. När de kommit till ett avgörande ska den skattskyldige underrättas skriftligen om beslutet tillsammans med en förklaring till utfallet.
Ibland lyckas inte detta. En del avtal innehåller bestämmelse om skiljeförfarande.

## Skatteavtalens inkorporering med svensk rätt
Det finns inga speciella bestämmelser om hur internationella konventioner ska införlivas med svensk rätt. I praktiken godkänns skatteavtalen av riksdagen efter proposition  och införlivas i svensk skattelag genom en lag om dubbelbeskattningsavtal. Detta innebär att den autentiska avtalstexten blir direkt tillämplig som svensk lag. Detta framgår också klart av 1 §.
Skatteavtalets bestämmelser är bara tillämpliga i den mån de begränsar den skattskyldighet i Sverige som annars skulle föreligga enligt 2 §. Skatteavtalen ger således aldrig Sverige en beskattningsrätt som inte redan föreligger enligt bestämmelserna i intern svensk rätt.